# 오코즈촌
오코즈촌(大河津村)은 니가타현 산토군에 있던 촌이다. 

## 역사
- 1901년 11월 1일 - 산토군 오코즈촌이 성립하였다.
- 1957년 7월 5일 - 촌역이 분립해 요이타정, 데라도마리정, 니시칸바라군 분스이정에 편입해 소멸하였다.

## 참고문헌
- 『市町村名変遷辞典』東京堂出版、1990年。